# Ugo Betti
Ugo Betti (Camerino (Italia), 4 de febrero de 1892 - Roma (Italia), 9 de junio de 1953) fue un juez y dramaturgo italiano.

## Biografía
Betti estudió derecho en Parma y se ofreció voluntariamente como soldado cuando inició la Primera Guerra Mundial. Después de la guerra, terminó sus estudios y se convirtió en juez. Betti usaba su tiempo libre para escribir y publicó su primer poemario en 1922. Este poemario, titulado Il re pensieroso, fue escrito mientras estaba cautivo en Alemania entre 1917 y 1918. La Padrona, su primera obra teatral, fue presentada por primera vez en 1927. El éxito de la obra lo llevó a dedicarse por completo al teatro. En 1931, se mudó de Parma a Roma. En 1938, Betti fue acusado por los fascistas de ser judío. Durante sus últimos años trabajó como bibliotecario del Ministerio de Justicia
En total, Betti escribió 27 obras teatrales. Sus trabajos generalmente exploran la naturaleza del mal, la culpa existencial y la redención. La investigación criminal es un motivo característico de sus obras. Su obra más conocida es Corruzione al Palazzo di giustizia.

## Obras
- La Fuggitiva (1953)
- Acque turbate (1948)
- Ispezione (1947)
- Delito en la Isla de las Cabras (1946)
- Corrupción en el Palacio de Justicia (1945)
- Spiritismo nell'antica casa (1944)
- Il diluvio (1943)
- Il cacciatore di anitre (1940)
- Frana allo scalo nord (1936)
- La Padrona (1926)
- Il re pensieroso (1922)